# Jewish Women’s Archive
Das Jewish Women’s Archive (JWA, deutsch Jüdisches Frauenarchiv) ist ein 1995 in Brookline (Massachusetts) gegründetes virtuelles Museum und Archiv, das es sich zur Aufgabe gemacht hat, die Geschichte von Jüdinnen mit dem Schwerpunkt in den USA und jüdische Frauengeschichte aufzudecken, zu dokumentieren und einer breiten Öffentlichkeit zugänglich zu machen. Seine Arbeit umfasst Forschung, Oral-History-Projekte, eine historische Enzyklopädie, die Entwicklung von Lehrplänen und Bildungsmaterial, Ausstellungen sowie die Organisation von Community-Veranstaltungen. Für die Website des JWA wird eine wachsende Sammlung von Inhalten aufbereitet, die kostenlos genutzt werden können.

## Geschichte und Organisation
Das Jewish Women’s Archive ist eine US-amerikanische Non-Profit-Organisation und finanziert sich aus Spenden. Gründerin und geschäftsführende Direktorin ist Gail Twersky Reimer (geboren 1950), die von ihrer in Krakau geborenen Mutter Natalia, die den Holocaust überlebt hatte, inspiriert wurde. Sie promovierte in Englischer und Amerikanischer Literatur an der Rutgers University und war im Jahre 1994 mit Judith Kates Herausgeberin von Essays jüdischer Schriftstellerinnen über das Buch Ruth, was zu der Idee des JWA führte. Die Website des JWA wurde im Jahre 1998 eingerichtet. Das Jewish Women’s Archive arbeitet mit dem Haddassah-Brandeis Institute an der Brandeis University zusammen, das dem Denken über Juden und Geschlecht gewidmet ist und jüdische Wissenschaftlerinnen aus der ganzen Welt auf Konferenzen zusammenbringt, die über die Situation jüdischer Frauen in ihren Ländern berichten. Vorsitzende des wissenschaftlichen Beirats des JWA ist Joyce Antler, Professorin für Amerikanische Jüdische Geschichte und Kultur sowie Frauen- und Geschlechterforschung an der Brandeis Universität.

## Inhalte und Projekte

### Enzyklopädie
Die Enzyklopädie besteht aus 1700 Biografien und 300 Essays über das Leben und die Errungenschaften jüdischer Frauen und zu anderen Themen sowie 1400 historischen Fotografien und Illustrationen. Sie wurde von Paula Hyman (1946–2011), Professorin für Moderne Jüdische Geschichte an der Yale University, und der Historikerin Dalia Ofer von der Hebräischen Universität Jerusalem herausgegeben.

### Lehrpläne und Bildungsressourcen
Der Lehrplan Living the Legacy (Das Vermächtnis leben) konzentriert sich auf die oft vernachlässigte, aber zentrale Rolle jüdischer Frauen in der Bürgerrechts- und Arbeiterbewegung in den Vereinigten Staaten. Weitere Bildungsressourcen sind 18 Go & Learn-Unterrichtspläne, Buch- und Filmführer, Primärquellen-Material einschließlich 800 digitalisierten Bildern, und Unterlagen für einen Mutter-Tochter-Workshop.

### Ausstellungen

#### Katrina’s Jewish Voices
Das Oral-History-Projekt Katrina’s Jewish Voices (Katrinas jüdische Stimmen) dokumentiert mit Fotos, Blog-Beiträgen, Podcasts und E-Mails die Erfahrungen der jüdischen Gemeinschaft während und nach dem Hurrikan Katrina. Sie wurde in Zusammenarbeit mit dem Zentrum für Geschichte und New Media der George Mason University und dem Institute for Southern Jewish History produziert. Das JWA führte 85 Interviews mit Mitgliedern der jüdischen Gemeinde von New Orleans und Baton Rouge durch, die in die Ausstellung integriert sind.

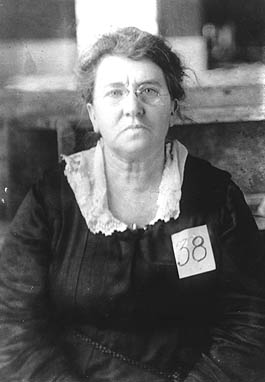
Foto im Bestand des JWA:
Emma Goldman wird 1919 aus den USA ausgewiesen.

#### Jewish Women and the Feminist Revolution
Die virtuelle Ausstellung Jewish Women and the Feminist Revolution (Jüdische Frauen und die feministische Revolution) dokumentiert die Schlüsselrolle jüdischer Frauen in der amerikanischen Frauenbewegung. Es werden Lebensgeschichten, Selbstzeugnisse und historische Dokumente über Aktivistinnen, Theoretikerinnen, Schriftstellerinnen und Künstlerinnen präsentiert. Auf einer Zeitleiste können vier Jahrzehnte Geschichte der Frauenbewegung, in der jüdische Feministinnen aktiv waren und wie sie die amerikanische Gesellschaft verändert haben, von den 1960er Jahren bis zum Ende des zwanzigsten Jahrhunderts nachvollzogen werden.

#### Women of Valor
Die Sammlung Women of Valor (Frauen mit Wagemut) dokumentiert in Bildern und einer Vielzahl von Primärquellen das Leben von 16 Jüdinnen, die mit Mut und Überzeugung soziale, kulturelle und religiöse Barrieren überwunden haben, um eine gerechtere Welt zu schaffen, darunter Emma Goldman, Bella Abzug und Anna Sokolow.

### Dokumentarfilm
Making Trouble: Three Generations of Funny Jewish Women ist ein vom JWA produzierter Film von Rachel Talbot über drei Generationen jüdischer Comedians und die Komplexität der Beziehung von Comedy, Judentum und Geschlecht. Der Film porträtiert Molly Picon, Fanny Brice, Sophie Tucker, Joan Rivers, Gilda Radner und Wendy Wasserstein sowie die zeitgenössischen Comedians Judy Gold und Jackie Hoffman. Er wurde auf 70 Filmfestivals aufgeführt. 2007 wurde er beim Palm Beach Jewish Film Festival als bester Dokumentarfilm mit dem Publikumspreis ausgezeichnet, beim Jerusalem Film Festival erhielt der Film eine Lobende Erwähnung in der Kategorie Jewish Experience.

## Annual Luncheon
Seit 2011 ehrt das Jewish Women’s Archive bei einem Annual Luncheon (jährliches Mittagessen) in New York City, das jedes Jahr unter einem anderen Motto steht, jeweils drei Frauen für ihre Aktivitäten und Leistungen.

## Natalia Twersky Educator Award
Seit 2012 vergibt das JWA den mit 2500 US-Dollar dotierten Natalia Twersky Educator Award, mit dem die Arbeit von Pädagogen für einen geschlechtergerechten Lehrplan und die kreative Integration von Geschichten und Stimmen jüdischer Frauen in den Unterricht geehrt wird. Der Preis ist nach Gail Twersky Reimers Mutter, Natalia Twersky, benannt, die in Krakau aufwuchs, das KZ Auschwitz überlebte und 1945 in die USA auswanderte.

## Auszeichnungen
- 2005, 2006, 2007 und 2009 unter den 50 innovativsten jüdischen Projekten und Organisationen in den USA, Slingshot. A Ressource Guide to Jewish Innovation
- 2012: Simon Rockower Award for Excellence in Jewish Journalism
- 2012: American Jewish Distinguished Service Award, Hebrew Union College Jewish Institute of Religion (HUC-JIR)
- 2014: Lee Max Friedman Award Medal, American Jewish Historical Society